# 提斯浦尔机场
提斯浦尔机场（英語：Dinjan Airfield）是第二次世界大战时期盟军的一个军用机场，位于印度阿萨姆邦提斯浦尔。二战后，成为印度空军的机场。也称Salonibari Airport。

## 历史
1942年建设该机场，用于美国陆军航空兵第十航空队第七轰炸机大队的B-24轟炸機。
战后，于1959年成为印度空军的战略机场。部署过吸血鬼戰鬥機, 达索暴风雨战斗机与米格-21。
印度空军第2中队“插翅的箭”与第106中队“猞猁”的苏-30MKI部署在此。